# Kościół Wniebowzięcia Najświętszej Maryi Panny w Księtem
Kościół Wniebowzięcia Najświętszej Maryi Panny – rzymskokatolicki kościół filialny należący do parafii św. Bartłomieja w Świedziebni (dekanat rypiński diecezji płockiej).
Świątynia była wzmiankowana w 1520 roku i ufundowana przez Mikołaja Romockiego, właściciela wsi. Obecna została wzniesiona w XVIII wieku i była remontowana w 1865 i 1903 roku, wówczas również została przedłużona w stronę zachodnią. Zbudowana została z drewna w konstrukcji zrębowej na kamiennej podmurówce. Założona została na planie wydłużonego prostokąta z prezbiterium wydzielonym wewnątrz. Od strony północnej do bryły świątyni jest dostawiona prostokątna zakrystia.
We wnętrzu znajduje się chór muzyczny podparty dwoma kolumnami będącymi równocześnie podporą wieży wyrastającej z zachodniej części korpusu. Ołtarz główny reprezentuje styl barokowy i w jego polu centralnym jest umieszczony obraz Matki Boskiej Częstochowskiej. Na zasuwie znajduje się obraz św. Michała Archanioła. Oprócz tego kościół posiada dwa ołtarze boczne z XVIII stulecia ze współczesnymi obrazami, ambonę w stylu barokowym, organy wykonane w 1865 roku, fotel w stylu rokokowym oraz zespół feretronów ludowych.